# Hans Herbert Grimm
Pour les articles homonymes, voir Grimm et Hans Grimm.
Œuvres principales
Schlump
Hans Herbert Grimm (né en 1896 à Markneukirchen, mort en 1950 à Altenbourg) est un écrivain allemand.

## Biographie
En 1921, il soumet une thèse à Halle. Grimm devient professeur de français à Altenbourg. En 1928, il publie sous le pseudonyme de "Schlump" le roman du même nom où il exprime ironiquement son expérience de la Première Guerre mondiale. Le livre est interdit par les nazis et jeté dans les autodafés. Le livre est réédité au moment du centenaire de la guerre.
Lors de la Seconde Guerre mondiale, Grimm est employé comme interprète sur le front occidental. Après la guerre, il est licencié en raison de son appartenance au parti nazi puis réhabilité. Il est dramaturge pendant une saison au théâtre d'Altenbourg. Au cours de l'été 1950, il est convoqué à un entretien par les autorités de la RDA. Il se suicide chez lui deux jours plus tard.

## Œuvre
- Schlump. Geschichten und Abenteuer aus dem Leben des unbekannten Musketiers Emil Schulz, genannt 'Schlump', von ihm selbst erzählt. Kurt Wolff, Berlin 1928

Édition en français
- Schlump, traduction de Leïla Pellissier, Presses de la Cité, 2014.